# Lithocarpus beccarianus
Lithocarpus beccarianus là một loài thực vật có hoa trong họ Fagaceae. Loài này được (Benth.) A.Camus mô tả khoa học đầu tiên năm 1931.